# Clash of Clans
Clash of Clans és un videojoc d'estratègia MMO per a dispositius mòbils creat per l'empresa finlandesa Supercell. El joc es va publicar inicialment per a plataformes iOS el 2 d'agost de 2012 i el 7 d'octubre de 2013 per a plataformes Android. És menester una connexió a internet per jugar.
El jugador ha de millorar la seva aldea i protegir-la amb edificis defensius, els quals podrà comprar amb els recursos generats pels edificis de recursos.
A més de poder afegir construccions per protegir i millorar l'aldea, es poden atacar els poblats d'altres jugadors emprant tropes prèviament entrenades en casernes i casernes fosques, amb l'ajuda de diversos encanteris fabricats en calderes i calderes fosques, a més dels herois, que són immortals tot i tenir una vida limitada; obtenint un botí que servirà per a millorar els edificis i tropes del llogarret. A mesura que es va atacant, també es van guanyant (i perdent) trofeus. Si se'n tenen prou, s'accedeix a una lliga on es pot ascendir o descendir de rang. A part, hi ha també un mode d'un sol jugador on també s'ataquen aldees dissenyades pels desenvolupadors del joc en les quals també s'aconsegueix botí de recursos.
Així mateix, el jugador té la possibilitat d'unir-se a un clan i interactuar amb altres jugadors. Unir-se a un clan ofereix diversos avantatges, entre elles, rebre donacions de tropes i encanteris i participar en guerres de clans.

## Funcionalitat
Clash of Clans és un videojoc d'estratègia multijugador o d'un jugador en el qual l'usuari ha de construir una comunitat, entrenar tropes i fer encanteris per atacar a altres jugadors en línia o campanyes d'un jugador anomenades "els follets", per aconseguir or, elixir i elixir fosc (un altre tipus d'elixir més poderós i molt més lent de produir), que pot utilitzar per protegir-se d'atacs enemics, entrenar i millorar les tropes. També es poden crear clans on es podran unir diferents jugadors en línia per ajudar-se mútuament donant tropes al castell del clan.

## Tropes
Les tropes poden ser usades per als atacs a enemics. Els "herois", com el rei bàrbar i la reina arquera, es poden utilitzar en atacs o en defensa, sempre que no s'estiguin recuperant o millorant. Si és així, no podran fer res fins que acabin. Les tropes entrenades se situen als campaments, els quals es poden millorar per albergar més nombre de tropes.
Tropes d'elixir rosa: Cal construir i millorar la Caserna. Bàrbars, Arqueres, Gegants, Follets, Rebentamurs, Globus, Mags, guaridores o remeieres, Dracs, P.E.K.K.A. Dracs nadons, Miners, Dracs elèctrics, Yeti, Muntadracs i Tità elèctric.
Tropes d'elixir fosc: Cal construir i millorar la Caserna Fosc (nivell 7 d'ajuntament) per poder usar-les. Esbirros, Muntaporcs, Valquíries, Gòlems, Bruixes, Llebrer de lava, Llançaroques, Gòlem de gel i Caçacaps.
Herois: Rei Bàrbar, Reina Arquera, Gran Sentinella i Lluitadora Guerrera. Són immortals i alhora molt poderosos. També defensen el llogaret d'atacs enemics, però quan els vencen tarden un temps a poder usar-se, depenent del nivell, el qual pot anar millorant fins a arribar al 85 ambdós, a més a partir del nivell 5 tenen habilitats especials les quals es van millorant un nivell cada 5 nivells, arribant al nivell 17 de hablilitat cadascun, excepte el Gran Sentinella que té 2 habilitats una passiva (que fa servir tot el temps) i una altra activa (com les del Rei Bàrbar i la Reina Arquera, és a dir, que pots triar quan utilitzar-la). La passiva crea una aura que apuja la vida i recupera salut i l'activa fa immune al mal a altres tropes i a aquesta mateixa durant un temps, té 65 nivells i hi ha 65 nivells de la passiva i 13 de l'activa. La lluitadora guerrera té 35 nivells, salta per sobre els murs i té com a objectiu les defenses. Poden llençar un escut que fa molt de dany a quatre edificis, a més de recuperar molta salut.

## Edificis
Els edificis fan que el llogaret creixi, però construir-los i millorar-los requereix Or, Elixir, Elixir Fosc o ambdós. Alguns poden costar gemmes, com ho és la barraca de constructor. L'ajuntament és el principal edifici, i de la seva millora dependrà la construcció dels altres edificis, un cop assolit el màxim de millores del nivell d'ajuntament serà necessari augmentar l'ajuntament.
Es recomana no augmentar el nivell d'ajuntament sense haver millorat tots els altres edificis, ja que a mesura que es millora reps menys botí en els atacs a aquells amb ajuntament inferior al teu.

## Defenses
Hi ha diversos tipus de defenses que permeten combatre atacs enemics:
Canons: És la primera defensa que s'aconsegueix, fa mal a una sola unitat, a objectius terrestres. El seu nivell màxim és el 13.
Murs: Ajuden a frenar a l'enemic, però són molt vulnerables als rompemuros. A partir del nivell 9 es poden millorar no només amb or, si no amb elixir rosa; el seu cost en or o elixir és el mateix i augmenta gradualment depenent del nivell.
Bombes: Estan amagades fins que una tropa entra en el seu radi d'activació d'1,5 caselles, són més efectives amb tropes de poca vida. El seu nivell màxim és el 6.
Trampes amb moll: S'activen en ser trepitjades i llancen a diverses tropes rivals fora del joc. No afecten PEKKAs, gólems, herois, follets i objectius voladors.
Conjunt d'explosius: Igual que les bombes, està amagat i explota quan algú entra en el seu radi d'activació, en aquest cas, de 2 caselles. El seu objectiu favorit és el montapuercos, per la qual cosa, el dany normal es multiplica per 1,5. El seu nivell màxim és el 4.
Torres de arqueres: Altes torres on arqueres en el més alt que defensaran el llogaret d'atacs terrestres o aeris, fa mal a una sola unitat. Arriben fins a nivell 13.
Torres de mags: Iguals que les anteriors però amb un mag a dalt. Tenen menys àrea de defensa però són bastant poderosos, ja que posseeixen mal de "esquitxada", el que vol dir que fan mal a diversos objectius dins del seu radi d'acció, ataquen tropes terrestres i aèries. Arriben fins nivell 9.
Morter: Llançaran boles explosives que mataran a un gran nombre de tropes rivals si estan prou juntes. No afecta tropes aèries. Arriben fins nivell 9 ..
Controlador Aeri: Expulsa grups d'enemics voladors amb fortes ràfegues de vent, El controlador aeri no farà mal però frenarà considerablement el progrés dels atacs aeris. Arriba al nivell 6.
Ballesta: Gran ballesta que té molt poder de destrucció, és limitada i es recarrega amb elixir. Es pot modificar l'adreça de tret, si ataca objectius aeris i terrestres en una zona reduïda, o només objectius terrestres en una zona més àmplia. Arriben fins a nivell 4.
Torres tesla: romanen ocultes fins que les tropes s'acosten prou o s'obté un estel en l'atac enemic, Llancen un atac amb electricitat d'objectiu únic. Li fa el doble de dany al P.E.K.K.A. Arriben fins nivell 8.
Coets de defensa: Elimina tropes aèries. Arriben fins a nivell 8.
Torre infernal: Fa una calor mortal, proveeix la teva torre infernal d'elixir fosc, ataca objectius aeris i terrestre en mode multiobjectiu. Arriben fins a nivell 4. Es pot configurar en multiobjectiu (dany alt) o en un sol objectiu (va augmentant considerablement el dany produït, molt útil si apunta unitats de molta vida).
Àguila d'Artilleria: Arriba fins a nivell 3, molt útil, ja que com el morter si t'acostes no et ataca però ataca també a unitats aèries i abasta tot el llogaret, fa molt de mal molt efectiu contra herois i unitats de molta vida, té un dany d'esquitxada molt baix, a partir d'ajuntament 11.
Catapulta: Arriba fins a nivell 2. Ataca objectius terrestres i aeris, com el morter s'hi ti apropes no et pot atacar fa molt ml contra herois i contra unitats que tenen molta vida es una arma molt forta però nomes es pot aconseguir en ajuntament 13.

## Recursos
Mines d'or / Recol·lectors d'elixir / Perforadora d'elixir fosc: Proporcionen l'or, l'elixir i l'elixir fosc (nivell màxim 12) (nivell màxim de les perforadores fosques 6) es pot accelerar la producció amb gemmes des del nivell 5.
Magatzem d'or / elixir / elixir fosc: Guarden l'or, l'elixir i l'elixir fosc de les mines o dels atacs.

## Exèrcit
Casernes: Entrenen les tropes amb elixir rosa, com el Pekka o el drac
Casernes fosques: Entrenen les tropes amb elixir fosc com la valquíria i el gòlem.
Campaments: Mantenen als teus tropes ia entrenades.
Laboratori: S'hi milloren les tropes perquè tinguin més resistència i força. A mesura que pugin de nivell les tropes canvien d' aparença.
Calder d'encanteris: Crea encanteris que pots utilitzar al teu favor en els enfrontaments, els mateixos es van desbloquejant a mesura que es millora l'ajuntament (Llamp, sanació o curació, ràbia o fúria, salt, congelació, clonació, invisibilitat i revivència).
Altar del Rei Bàrbar: L'altar del Rei Bàrbar és un campament especial per tenir al Rei Bàrbar. El Rei Bàrbar estarà caminant al voltant de l'altar o dormint per regenerar-se, Si estàs millorant al Rei Bàrbar, aquest apareixerà dormint en el seu altar i no podràs utilitzar-lo fins que el procés finalitzi.
Altar de la Reina Arquera: L'altar de la Reina Arquera és el campament on es guarda la Reina Arquera fins a ser usat, i on roman mentre descansa, La Reina Arquera no pot sortir del rang d'atac, simplement caminar dins d'aquest
Calder d'encanteris obscurs: Crea poderosos encanteris a partir d'elixir fosc que pots utilitzar al teu favor com el verí.

## Altres
Barraca de constructors: Conté els constructors que milloraran el teu llogaret. No poden ser millorats, la construcció costa gemmes i és instantània.
Castell del clan: Conté les tropes que t'han donat els teus companys del clan, quan et ataquin protegeixen el teu llogaret a més dels diferents recursos que guanyis en la guerra de clans.
Ajuntament: L'ajuntament és el punt central d'un llogaret, considerat l'edifici més important d'aquesta, si ensorren l'ajuntament, perdràs la defensa que et fa l'enemic. Pot emmagatzemar or, elixir rosa i elixir fosc (ajuntament 7) depenent del nivell d'ajuntament, i és a on les teves vilatans aniran a refugiar si llogaret està sent atacada.
Ornaments: Els adorns són elements simplement estètics, No tenen un propòsit ni utilitat a l'hora de defensar al llogaret, ni tampoc afecten a altres edificis, No requereixen temps per ser construïts, i tampoc cal un constructor lliure per posar-los.
Obstacles: En començar a jugar, hi ha 40 obstacles en el llogaret que poden eliminar-se si hi ha un constructor lliure i la suficient quantitat del recurs necessari per a eliminar-lo. En eliminar un obstacle, poden obtenir entre 0 i 6 gemmes, si és una caixa de gemmes donarà obligatòriament 25 gemmes
Trampes: Estan ocultes i infligeixen danys, depenent de si són aèries o terrestres.

## Guerra de clans
Un clan podrà enfrontar-se a un altre i guanyar importants botins si es proclama vencedor, però si perds es restés una gran quantitat del botí obtingut. Cada participant de cada clan atacarà a un altre i si guanya l'atac aconseguirà estrelles en favor del seu clan. Finalment, el clan que aconsegueixi més estrelles guanyarà. El sistema permet que cada jugador que participi només pugui llançar 2 ofensives als oponents, només pot atacar cada jugador 1 cop per jugador. Una altra regla és que només poden enfrontar clans amb el mateix nombre de persones, és a dir, no és possible que s'enfrontin un clan de 10 persones i un altre de 16, perquè en aquest cas els de 16 tindrien un total de 12 atacs d'avantatge (2 per cada jugador dels 6 jugadors que tindrien). Si s'ataca a jugadors dins de la guerra de clans, tampoc afectarà a l'escut. De fet, cap escut és vàlid dins de la guerra de clans. Val a dir que en finalitzar la guerra, els dos clans reben una recompensa en forma d'or i elixir, que pot variar segons els atacs realitzats amb éxito.
Les guerres només poden ser a partir de 10 membres per clan, sempre que cap membre hagi estat en guerra i encara aquest activa la guerra del seu anterior clan, la inclusió de membres a una guerra no és automàtica sinó que el líder o un colíder realitza la selecció, només en conjunt de 5 membres (10, 15, 20, 25, 30, etc.). Es pot elegir els membres del clan que participessin en la guerra però no als rivals, el joc busca un rival que coincideixi amb el teu nombre de membres així com de nivell similar, això per fer el més justa possible la guerra.
A més podràs posar el teu perfil en Vermell si no vols participar en una Guerra de Clans i posar-lo en Verd quan vulguis tornar a entrar en Guerra.

## Gemmes
A més de l'or, l'elixir rosa i l'elixir fosc hi ha un altre tipus de divises en el joc, les gemmes. Aquestes s'obtenen en realitzar certs èxits o en eliminar obstacles del terreny, com arbres, arbusts, troncs o pedres. No obstant això, el mètode més senzill per obtenir gemmes en quantitat és pagar amb diners reals. Amb les gemmes pots accelerar la velocitat del joc i reduir els temps de construcció o entrenament.

## Trofeus
Els trofeus s'aconsegueixen en vèncer a un llogaret enemiga en un atac o guanyant una defensa a un enemic. No obstant això, el llogaret perdrà el mateix nombre de trofeus que l'atacant ha guanyat excepte en lligues baixes que l'atacant guanya més copes que perd el defensor. En el cas que no es guanyi cap estrella, serà el llogaret defensora què guanyi trofeus. Segons el nombre d'estrelles guanyades, es poden aconseguir més o menys trofeus. A més hi ha diferents tipus de lligues a les quals accedirem obtenint un determinat nombre de trofeus, és per això la importància d'obtenir un gran nombre d'ells per poder accedir a lligues i competir contra altres jugadores.

## Escut
L'escut protegeix al llogaret d'atacs rivals durant un temps variable, protegint així els recursos i trofeus. Es pot obtenir de franc, quan un jugador rival venci en un atac, i depenent de la destrossa es pot obtenir un escut de 12 o 16 hores; però també es pot obtenir a canvi de gemmes, però són més duradors, d'1 dia, 2 o fins i tot 7 el màxim de dies per a una construcció o millora es troba en els nivells alts, ja que arriben a aconseguir els 14 dies. Un escut s'acaba en acabar-se el temps o en iniciar un atac multijugador.

## Recepció
Clash of Clans ha rebut majoritàriament bones crítiques i ha estat molt exitós per Supercell, ja que al costat del seu altre joc, Hay Day, la companyia finlandesa s'ha embutxacat 75 mil milions de dòlars, generant 2,4 milions al día.